# Ein Toter hing im Netz
Ein Toter hing im Netz (din germană cu sensul de Un mort era agățat de pânză) este un film SF de groază germano-iugoslav din 1960 regizat de Fritz Böttger și produs de Gaston Hakim și Wolf C. Hartwig pentru Rapid-Film/Intercontinental Filmgesellschaft. Rolurile principale au fost interpretate de actorii Alexander D'Arcy, Barbara Valentin și Rainer Brandt.
Titlurile în limba engleză ale filmului sunt: Horrors of Spider Island, It's Hot in Paradise, Hot in Paradise, Girls of Spider Island, Horror on the Spider Island sau Spider's Web.

## Rezumat
În drum spre un spectacol în Singapore, o trupă de frumoase dansatoare naufragiază pe o insulă pustie printr-un accident de avion. Rutina lor constând în fardare și crearea unor noi haine este întreruptă brusc atunci când un păianjen radioactiv le mușcă managerul care se transformă într-un monstru sălbatic cu blană și cu trei colți având o pasiune pentru ștrangularea victimelor.

## Distribuție
- Alexander D'Arcy – Gary
- Rainer Brandt – Bobby
- Walter Faber – Mike Blackwood
- Helga Franck – Georgia
- Harald Maresch – Joe
- Helga Neuner – Ann
- Dorothee Parker – Gladys
- Gerry Sammer – May
- Eva Schauland – Nelly
- Helma Vandenberg – Kate
- Barbara Valentin – Babs
- Elfie Wagner – Linda

### Mystery Science Theater 3000
- "Mystery Science Theater 3000" Horrors of Spider Island (TV episode 1999) la Internet Movie Database